# Gabon tại Thế vận hội
Gabon tham gia Thế vận hội lần đầu vào năm 1972, và liên tục gửi các vận động viên (VĐV) tới các kỳ Thế vận hội Mùa hè kể từ năm 1984. Gabon chưa từng tham dự Thế vận hội Mùa đông. Ngày 11 tháng 8 năm 2012, quốc gia này đã có huy chương đầu tiên - huy chương bạc môn Taekwondo của vận động viên  Anthony Obame tại Thế vận hội Mùa hè 2012.

## Bảng huy chương

### Huy chương tại các kỳ Thế vận hội Mùa hè
| Thế vận hội         | Số VĐV        | Vàng          | Bạc           | Đồng          | Tổng số       | Xếp thứ       |
| 1896–1968           | không tham dự | không tham dự | không tham dự | không tham dự | không tham dự | không tham dự |
| München 1972        | 1             | 0             | 0             | 0             | 0             | –             |
| Montréal 1976       | không tham dự |               |               |               |               |               |
| Moskva 1980         | không tham dự |               |               |               |               |               |
| Los Angeles 1984    | 4             | 0             | 0             | 0             | 0             | –             |
| Seoul 1988          | 3             | 0             | 0             | 0             | 0             | –             |
| Barcelona 1992      | 8             | 0             | 0             | 0             | 0             | –             |
| Atlanta 1996        | 7             | 0             | 0             | 0             | 0             | –             |
| Sydney 2000         | 5             | 0             | 0             | 0             | 0             | –             |
| Athens 2004         | 6             | 0             | 0             | 0             | 0             | –             |
| Bắc Kinh 2008       | 4             | 0             | 0             | 0             | 0             | –             |
| Luân Đôn 2012       | 24            | 0             | 1             | 0             | 1             | 69            |
| Rio de Janeiro 2016 | 6             | 0             | 0             | 0             | 0             | –             |
| Tokyo 2020          | chưa diễn ra  |               |               |               |               |               |
| Tổng số             | Tổng số       | 0             | 1             | 0             | 1             | 127           |

### Huy chương theo môn
| Môn thi đấu        | Vàng | Bạc | Đồng | Tổng số |
| ------------------ | ---- | --- | ---- | ------- |
| Taekwondo          | 0    | 1   | 0    | 1       |
| Tổng số (1 đơn vị) | 0    | 1   | 0    | 1       |

## Các VĐV giành huy chương
| Huy chương | Tên VĐV       | Thế vận hội   | Môn thi đấu | Nội dung                  |
| ---------- | ------------- | ------------- | ----------- | ------------------------- |
| Bạc        | Anthony Obame | Luân Đôn 2012 | Taekwondo   | Hạng cân trên 80 kg (nam) |